# Aligia obtusa
Aligia obtusa är en insektsart som beskrevs av Hepner 1939. Aligia obtusa ingår i släktet Aligia och familjen dvärgstritar. Inga underarter finns listade i Catalogue of Life.